# Olyckssyster
Olyckssyster är ett studioalbum från 2004 av Lisa Ekdahl där hon sjunger egna sånger.

## Låtlista
Alla låtarna är skrivna av Lisa Ekdahl.
1. Om jag snubblat efter vägen – 3:45
2. Dom band som binder mig – 4:36
3. Olyckssyster – 3:15
4. Främmande fågel – 5:07
5. Hos dig är allt begärligt – 3:44
6. Natten skyddar dom älskande – 2:43
7. Den stora ensamheten – 5:57
8. Jag tar vara på vattnet då åskan går – 4:06
9. Hon förtjänar hela himlen – 4:31
10. Det bästa vaccinet – 4:23
11. Gitarren i knät – 7:20

## Medverkande
- Lisa Ekdahl – sång, gitarr
- Magnus "Norpan" Eriksson – trummor, slagverk
- Mattias Blomdahl – gitarrer, munspel
- Johan Persson – piano, orgel, gitarrer, dragspel, munspel
- Thomas Axelsson – bas
- Lotta Johansson – fiol, såg
- Lars Winnerbäck – akustisk gitarr och sång (spår 2, 6)
- Eva Dahlgren – sång (spår 4)
- Vanna Rosenberg – sång (spår 1, 7)

## Recensioner
Skivan fick ett blandat mottagande när den kom ut med ett snitt på 3,4/5 baserat på fem recensioner.

## Listplaceringar
| Lista (2004–2005) | Topplacering |
| ----------------- | ------------ |
| Danmark           | 6            |
| Finland           | 21           |
| Norge             | 16           |
| Sverige           | 1            |